# Attentat de Göteborg
 (janvier 2022).
L'attentat de Göteborg est une attaque à la bombe survenue le 28 septembre 2021 dans un immeuble situé Övre Husargatan 20, à Annedal (en), à Göteborg, en Suède. 16 personnes ont été blessées dont 4 gravement.

## Auteur
Le 6 octobre 2021, le principal suspect, Mark Lorentzon, âgé de 55 ans, a été retrouvé mort dans les eaux de Göteborg, après s'être probablement suicidé. Le suspect habitait dans l'immeuble et risquait d'en être expulsé,,,.